# Zoltán Meszlényi
Zoltán Meszlényi (ur. 2 stycznia 1892 w Hatvan, zm. 4 marca 1951 w Kistarcsa) – węgierski duchowny rzymskokatolicki, biskup pomocniczy, błogosławiony Kościoła katolickiego.

## Życiorys
Po uzyskaniu matury w gimnazjum oo. Benedyktynów w Ostrzyhomiu został wysłany przez swojego opiekuna, Kolosa Vaszaryego, do Rzymu. Studia teologiczne ukończył w Collegium Germanici-Hungaricum w Rzymie. Święcenia kapłańskie przyjął 28 października 1915.
Po powrocie do stolicy prymasowskiej rozpoczął pracę w Pałacu Prymasowskim. W 1917 prymas János Csernoch skierował go do pracy biurowej w urzędzie prymasowskim. W 1931 został wikariuszem kapitulnym. 28 października 1937 prymas Jusztinián Serédi przy asystencji Istvána Breyera i Endre Kristona wyświęcił go na biskupa tytularnego Synopy.
Po aresztowaniu prymasa Józsefa Mindszentyego i jego skazaniu przez ówczesny sąd oraz śmierci Jánosa Drahosa zarządzał archidiecezją ostrzyhomską. W nocy 4 lipca 1950 został aresztowany w Pałacu Prymasowskim w Ostrzyhomiu przez funkcjonariuszy węgierskiej bezpieki, przewieziony do obozu koncentracyjnego w Kistarcsa, był więziony w odosobnieniu. W wyniku wycieńczenia po torturach i pobiciach zmarł 4 marca 1951. Został pochowany na cmentarzu komunalnym w budapeszteńskiej dzielnicy Rákoskeresztúr. 24 czerwca 1966 jego ciało ekshumowano i przewieziono do Ostrzyhomia, gdzie umieszczono w krypcie archikatedry prymasowskiej.
31 października 2009 został ogłoszony błogosławionym przez papieża Benedykta XVI.